# پیتر فیدلر
پیتر فیدلر (Peter Fidler) (زادهٔ ۱۶ اوت ۱۷۶۹- درگذشتهٔ ۱۷ دسامبر ۱۸۲۲)، نقشه‌بردار، نقشه‌کش، تاجر خز و کاوشگر بریتانیایی بود که سابقه‌کاری زیادی در شرکت هادسونز بِی (اچ‌بی‌سی) که بعدها به کانادا تبدیل شد، داشت. اودر بولسوور، منطقه داربی‌شایر، واقع در انگلستان زاده شد و در فورت دافین یا همان منیتوبای امروزی درگذشت. وی با مری (مثرووین) ماکاگون، زنی از نژاد کری، ازدواج کرد و با هم صاحب ۱۴ فرزند شدند.

## حرفه
فیدلر به عنوان کارگر به لندن رفت و درشرکت هادسونز بِی مشغول به کار شد و در سال ۱۷۸۸ پستش را در یورک فکتوری به‌دست‌آورد. به عنوان دفتردار ارتقا پیدا کرد و به منچسترهاوس و ساوث برنچ هاوس اعزام شد که در سال اول حضورش به ساسکاچوان تبدیل شد. در سال ۱۷۹۰ به کامبرلند هاوس منتقل شد و فیلیپ ترنر که استاد دیوید تامپسون نیز بود، نقشه‌برداری و نجوم را به او آموخت. تامپسون در ۲۳ دسامبر ۱۷۸۸ از ناحیه پا دچار آسیب دیدگی شد و مجبور شد دو زمستان بعدی را در کامبرلند هاوس به استراحت سپری کند و فیدلر فرصت پیدا کرد که از سال ۱۷۹۰ تا ۱۷۹۲ همراه ترنر به کاوش در سرزمین‌های غربی بپردازد تا مسیری به دریاچه آتاباسکا و دریاچه گریت اسلیو در نهایت مسیری به اقیانوس اطلس پیدا کنند. گرچه مسیرهای آبی به سمت غربی که ترنربه دنبالش بود اصلاً وجود نداشت، فیدلر در این مأموریت و ماموریت‌های بعدی اطلاعاتی جمع‌آوری کرد که براساس آنها چند نقشه اولش را تهیه کرد. اطلاعاتی که به دست آورد در نقشه‌های آرون آرواسمیت از آمریکای شمالی استفاده شده‌است.
درسال ۱۷۹۵ کمیته لندن اچ‌بی‌سی دوباره فیدلر را به داخل کشور اعزام کرد تا این بار نقشه ناحیه غرب دریاچه وینپگاسس را تهیه کند. چارلز توماس ایشم، سه ساختمان در آنجا بنا کرد، سوان ریور هاوس، مارلبرو هاوس و سامرست هاوس. فیدلر به ایشم کمک کرد تا قلعهٔ دیگری در کارلتون هاوس (رود آسینیبوین) بسازد که یکی از بناهای تاریخ ملی است. این قلعه با قلعه کارلتون اشتباه گرفته نشود (رود ساسکاچوان). فیدلر سال بعد به عنوان نقشه‌بردار به کاخ باکینگهام نقل مکان کرد.
او در سال ۱۷۹۹ بولسوورهاوس (در نزدیکی دریاچه میدو، ساسکچوان)، گرین ویچ هاوس در لک لا بیش را نیز در همان سال و چسترفیلد هاوس را در سال ۱۸۰۰ و ناتینگهم هاوس را در سال ۱۸۰۲ ساخت. فیدلر زمانی که در چسترفیلدهاوس بود اطلاعات ارزشمند و نقشه‌هایی از قلمرو سرخ‌پوست‌ها تا ناحیه آپِر میسوری جمع‌آوری کرد، از جمله دو نقشه‌ای که آکاماکی رسم کرده بود.
فیدلر در سال ۱۸۰۶ پس از دو سال آزار و اذیت از سوی ساموئل بلک در شرکت رقیب خود یعنی نورث وست ناتینگهم هاوس دریاچه آتاباسکا را تسلیم و همراه افرادش فرار کرد.
فیدلر در سال‌های ۱۸۱۴–۱۸۱۹ نقشه‌بردار و مدیر برندون هاوس بود، از جمله در زمانی که گروهی این کاخ را غارت کردند و چند روز بعد جنگ سِوِن اوکز را به راه انداختند.
فیدلر در وصیت نامه‌اش درخواست کرد، هر چیزی که از اموالش باقی مانده، در صندوقی جمع‌آوری و سودش تا ۱۶ اوت ۱۹۶۹ ذخیره شود، سپس تمام مبلغ به وارث مذکر بعد از پسرش پیتر پرداخت شود. اما در سال ۱۹۴۶ هیچ اثری از این پول پیدا نشد.

## شهرت
در دریاچه آتاباسکا فیدلرپوینت به افتخار فیدلر نام‌گذاری شده‌است. در الک پوینت، آلبرتا مجسمهٔ بزرگی از فیدلر قرار دارد، همچنین در فورت دافین نیز از سوی نقشه برداران منیتوبا مجسمه‌ای به افتخار او ساخته شده‌است. در زادگاهش در بولسوور منطقه حفاظت شده‌ای قرار دارد که سنگ چینی به نام اون در آن بنا شده‌است.

## ارجاعات
1. ↑  MacGregor, James G. (1998), Peter Fidler, Canada's Forgotten Explorer 1769-1822 (3rd ed.), Calgary: Fifth House, ISBN 1-894004-19-1
2. ↑  Owram, Doug (1979). The formation of Alberta: a documentary history (PDF). Calgary: Alberta Records Publication Board. p. 17. Archived from the original (PDF) on 4 March 2022. Retrieved 4 March 2022.
3. ↑  Wishart, David J. (2004). "Fidler, Peter (1769-1822)". Encyclopedia of the Great Plains (3rd ed.). University of Nebraska Press. ISBN 0-8032-4787-7.
4. ↑  Brown, Jennifer S.H. (1983). "Isham, Charles Thomas".  In Halpenny, Francess G (ed.). Dictionary of Canadian Biography. Vol. V (1801–1820) (online ed.). University of Toronto Press.
5. ↑  "History". meadowlake. City of Meadow Lake. Retrieved 20 January 2022.
6. ↑  "Fidler, Peter" (PDF). Hudson's Bay Company Archives. September 2001. Archived from the original (PDF) on 7 November 2018. Retrieved 4 March 2022.
7. ↑  Colpitts, George (18 June 2018). "What Peter Fidler Didn't Report". Borealia: A Group Blog on Early Canadian History. Borealia. Retrieved 19 April 2021.
8. ↑  Kavanagh, Martin (November 2007) [1946]. The Assiniboine Basin. Manitoba Historical Society. p. 43.
9. ↑  "Place Names". Alberta Land Surveyors' Association.
10. ↑  "Peter Fidler Commemorative Monument". Association of Manitoba Land Surveyors. Archived from the original on 20 March 2018. Retrieved 4 March 2022.